# Celtis africana
Celtis africana är en hampväxtart som beskrevs av Nicolaas Laurens Nicolaus Laurent Burman. Celtis africana ingår i släktet Celtis och familjen hampväxter. Inga underarter finns listade i Catalogue of Life.

## Bildgalleri

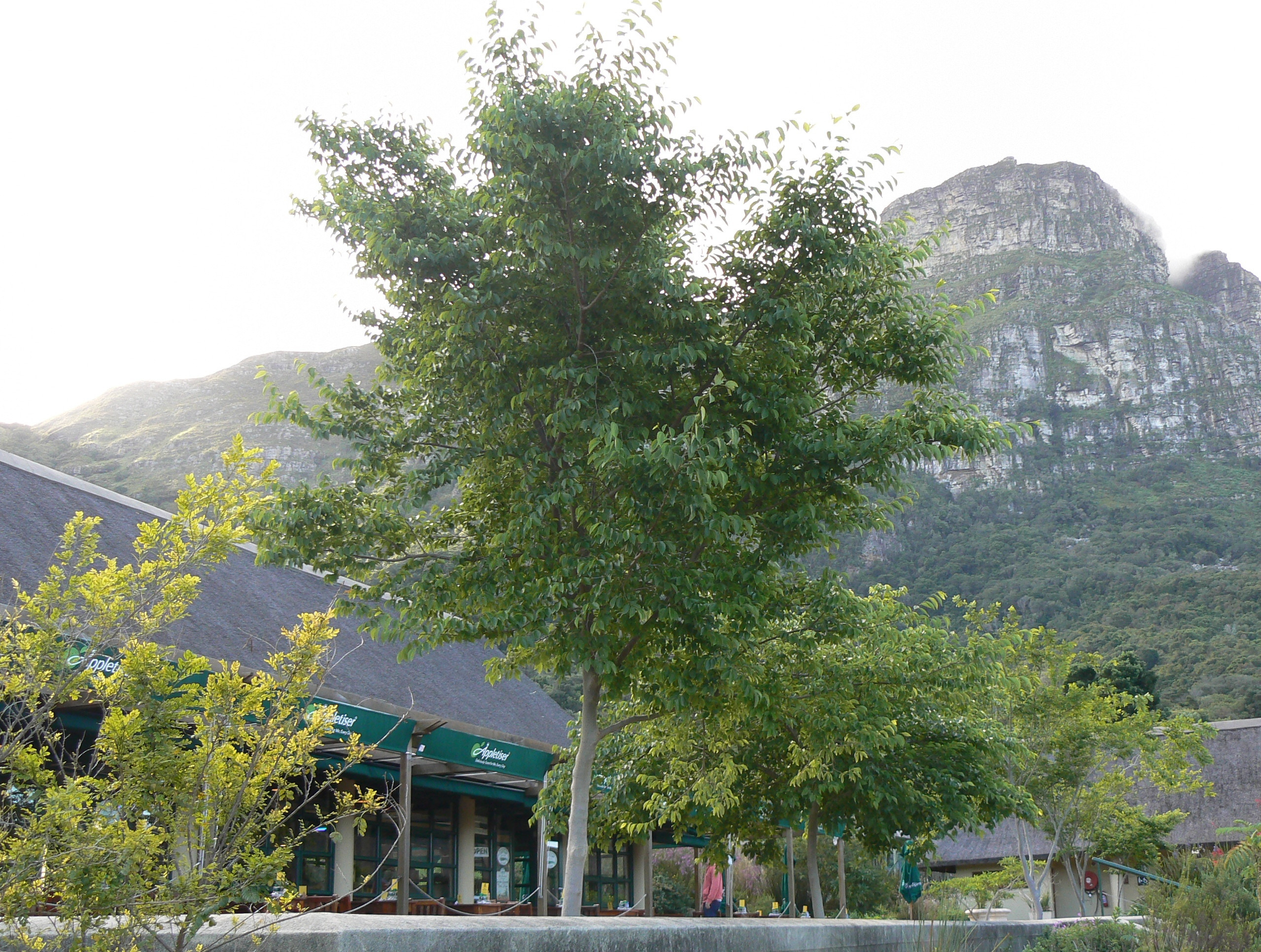
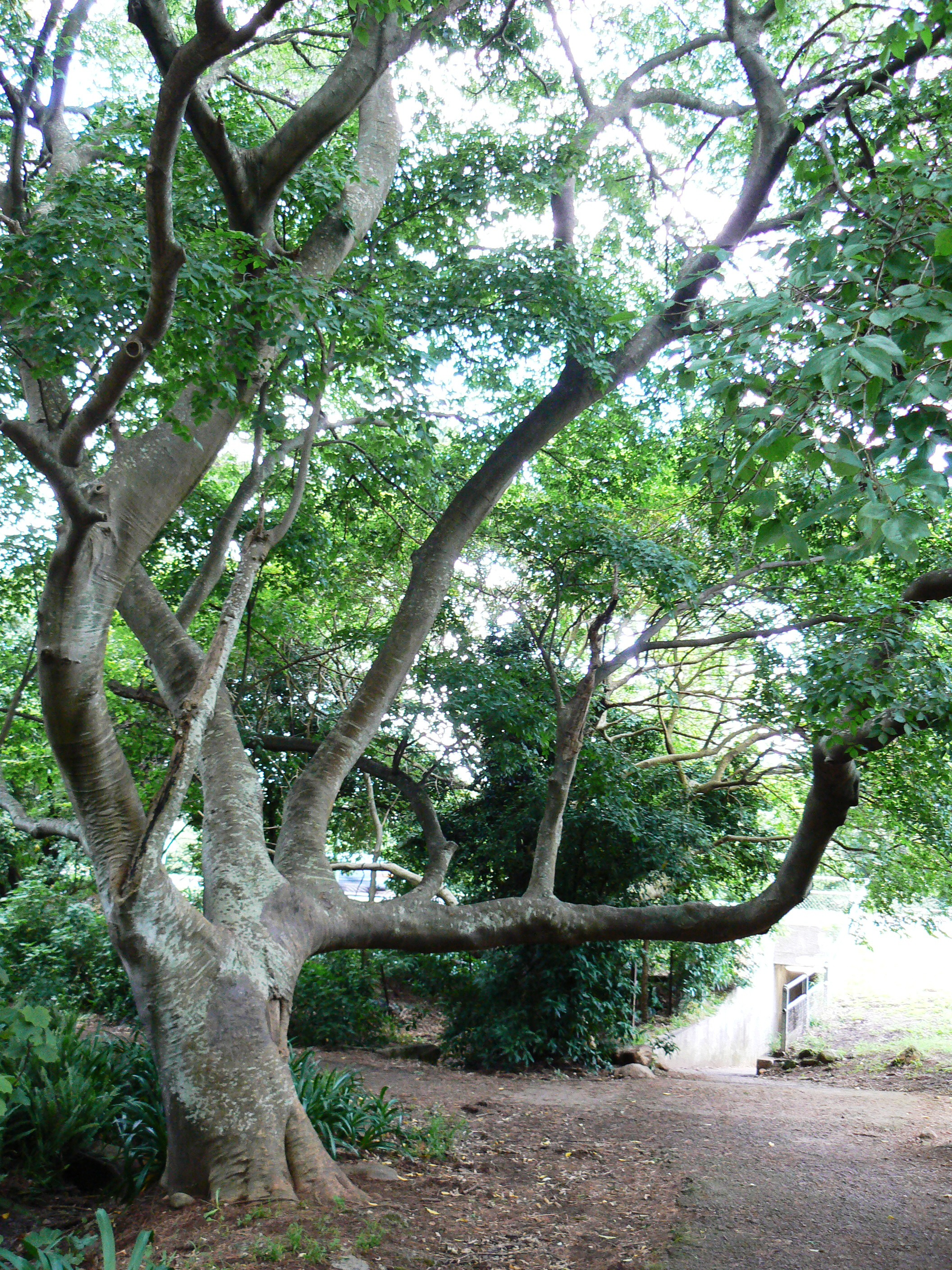
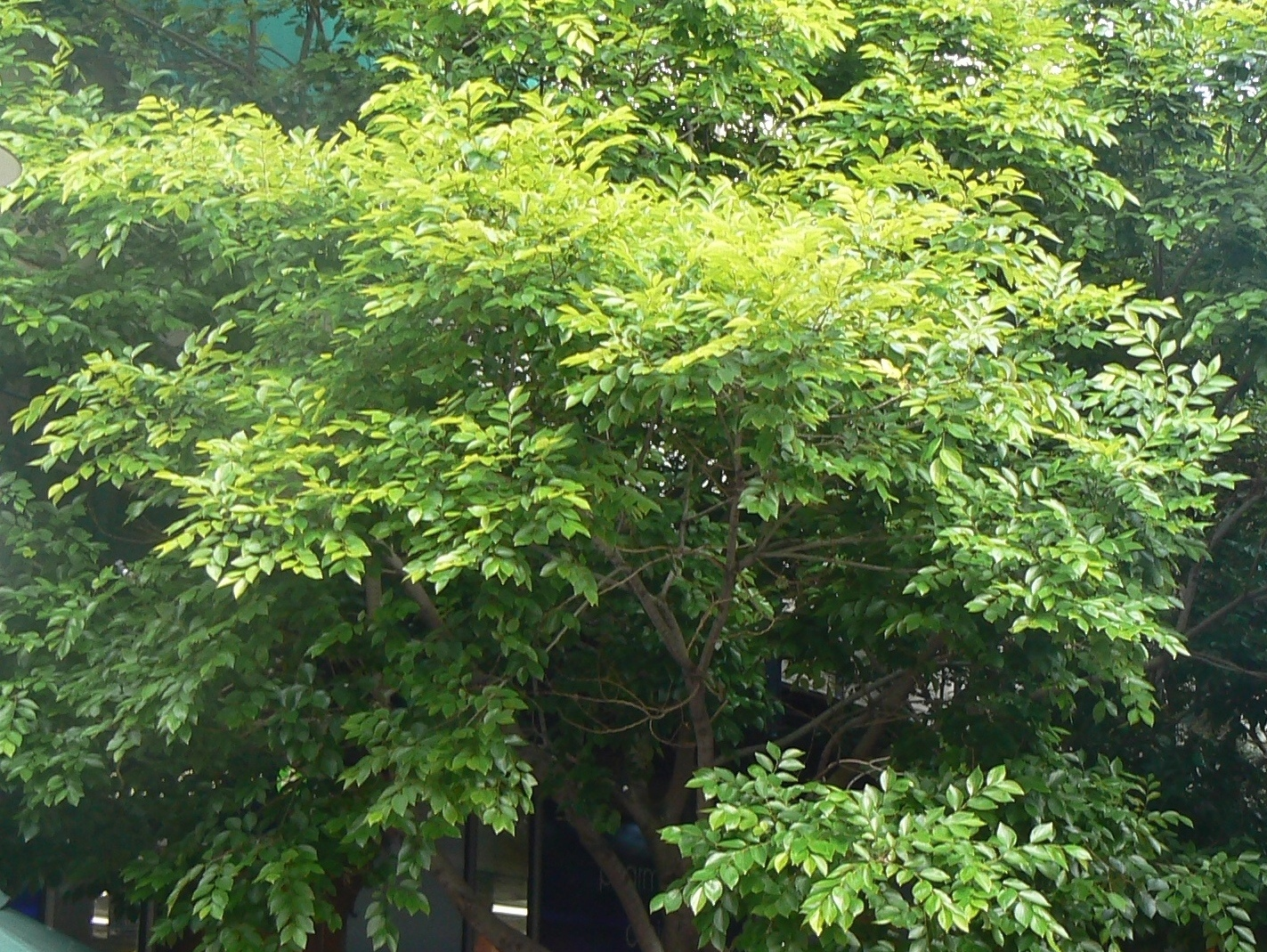
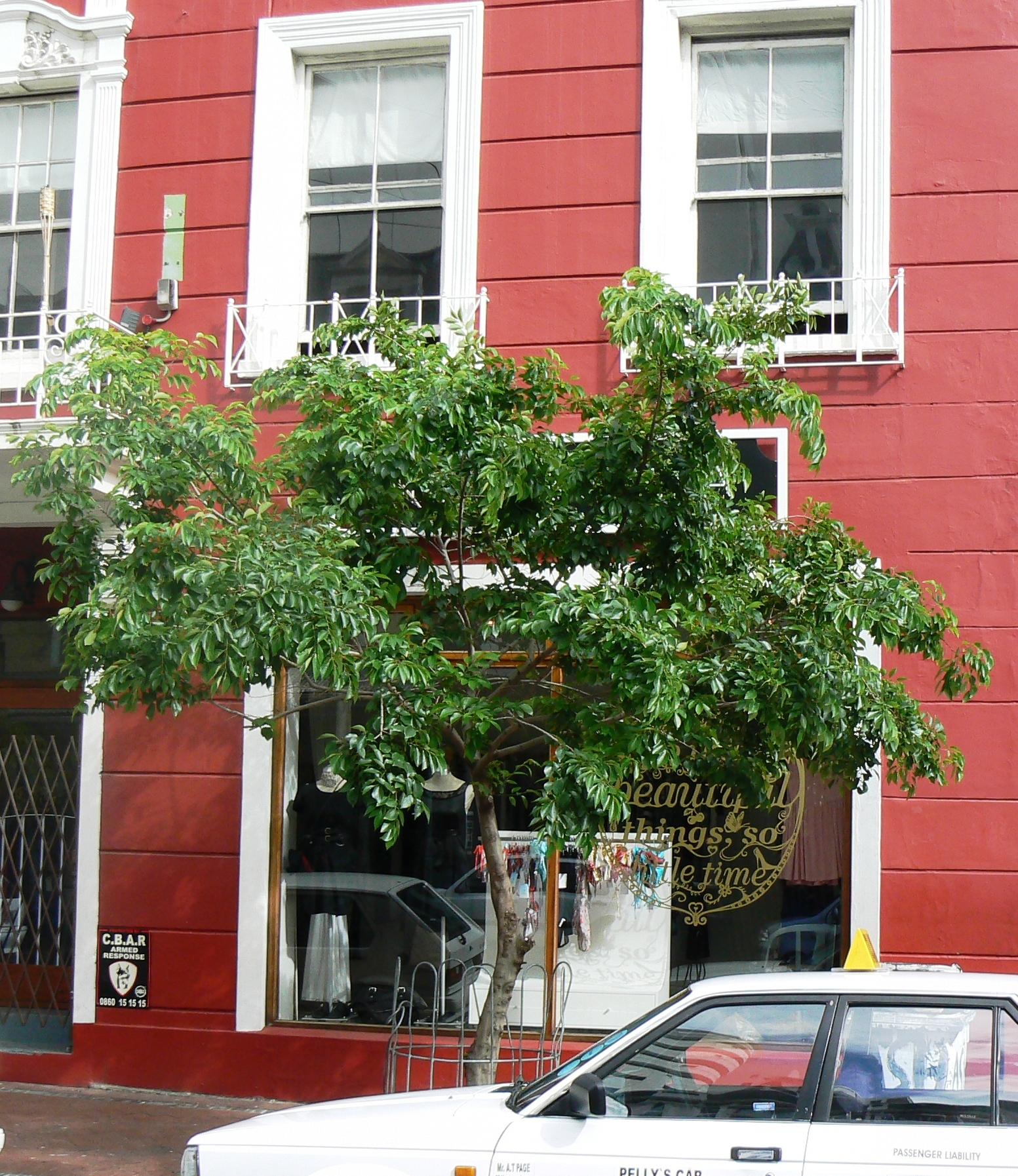
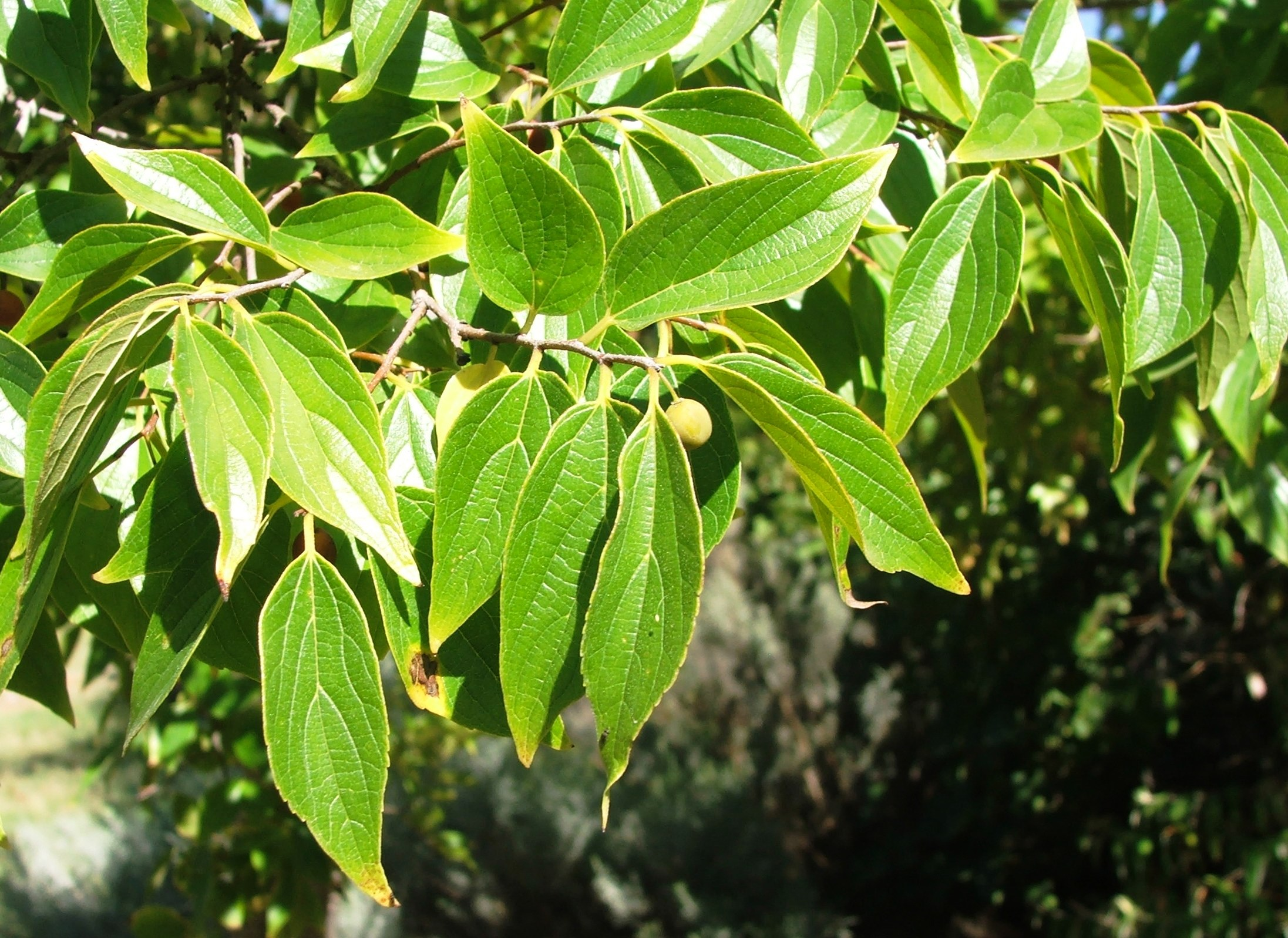
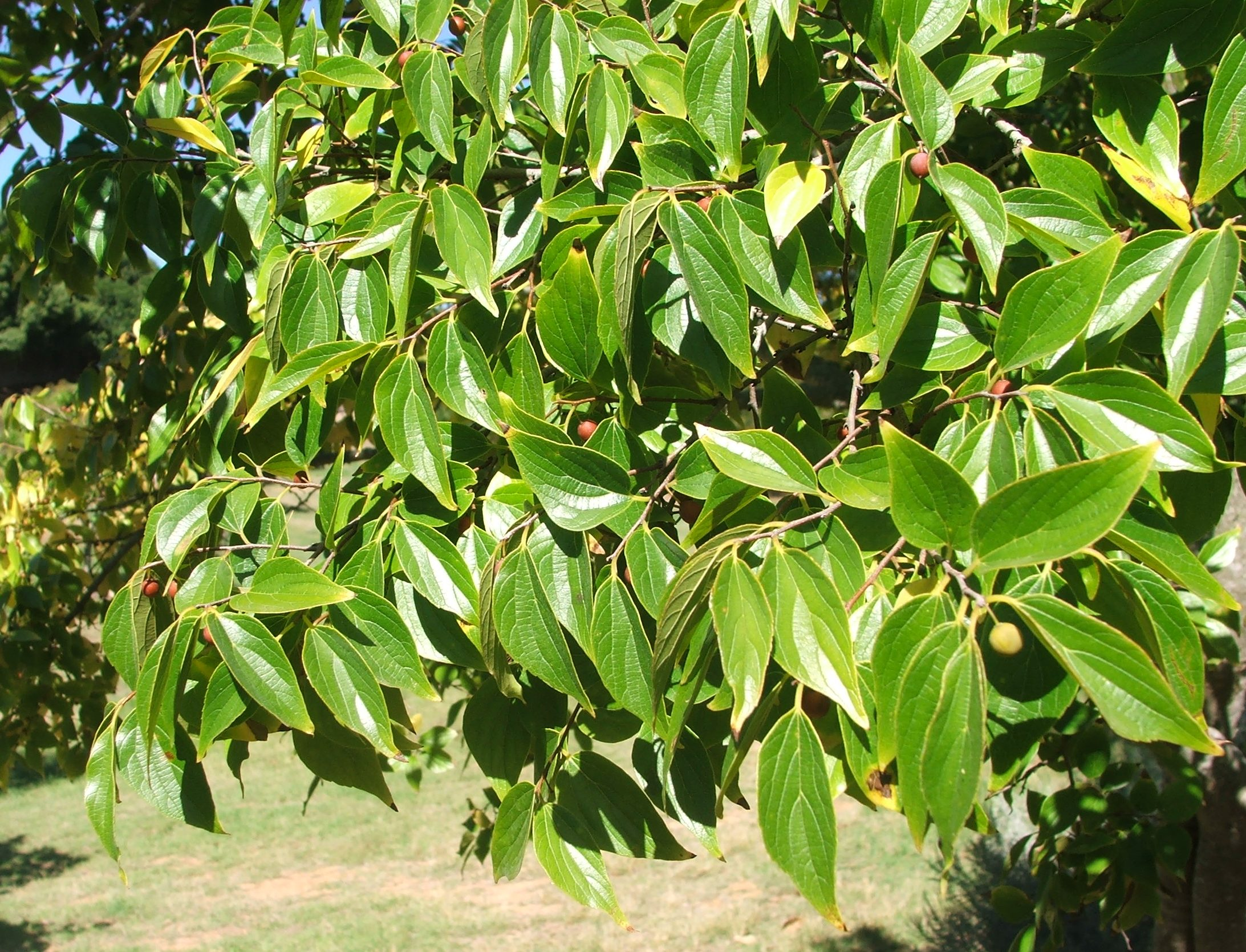